# Кермадек
Керма́дек (англ. Kermadec Islands) — островная дуга в южной части Тихого океана. Назван архипелаг в честь французского мореплавателя Юона де Кермадека. С 1934 года архипелаг является природным резерватом.

## География

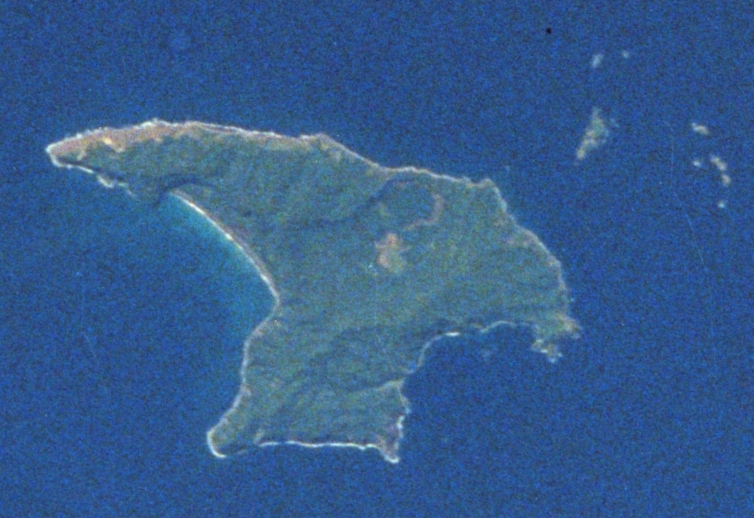
Вид острова Рауль из космоса.

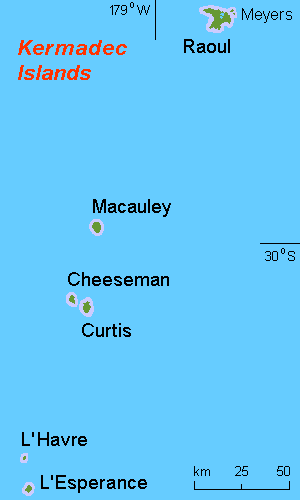
Карта островов Кермадек.

Острова расположены в 800—1000 км северо-восточнее Северного острова Новой Зеландии и более чем в 1100 км юго-западнее Ата (Тонга).
На западе острова омываются морем Фиджи, к востоку расположен глубоководный жёлоб Кермадек.
Близ островов находится подводный вулкан Гиггенбах.
Площадь Кермадекского архипелага — около 33 км². Состав — четыре острова и несколько скал и банок:
- Остров Рауль (Raoul Island): координаты — 29°16′00″ ю. ш. 177°55′10″ з. д.HGЯO, площадь — 29,38 км², наивысшая точка — пик Мумукай (Moumoukai peak) — 516 м.
- Остров Маколи (Macauley Island): координаты — 30°14′ ю. ш. 178°26′ з. д.HGЯO, площадь — 3,06 км², наивысшая точка — гора Хазард (Mount Haszard) — 238 м.
- Остров Кертис (Curtis Island): координаты — 30°32′32″ ю. ш. 178°33′39″ з. д.HGЯO, площадь — 0,59 км², наивысшая точка — 137 м.
- Остров Нугент (Nugent Island): координаты — 29°13′54″ ю. ш. 177°52′09″ з. д.HGЯO.
  - Скала Л'Эсперанс (L'Esperance Rock): координаты — 31°26′ ю. ш. 178°54′ з. д.HGЯO, площадь — 0,05 км², наивысшая точка — 70 м.
  - Скала Макдональд (Macdonald Rock): координаты — 30°11′ ю. ш. 178°26′ з. д.HGЯO[5]
  - Скала Авр (L'Havre Rock): координаты — 31°21′ ю. ш. 178°59′ з. д.HGЯO.

Острова покрыты тропическими и субтропическими лесами, некоторые виды эндемичны (Метросидерос кермадекский, Myrsine kermadecensis), распространён ропалостилис вкусный. На островах — крупные колонии морских птиц.
Климат определяется как тропический или субтропический. Температура февраля — +23 °C, августа — +16 °C.

## Административное деление
Входящие в архипелаг острова считаются новозеландскими Внешними островами и являются территорией Новой Зеландии, однако она не считается частью какого-либо региона или округа, а находится в непосредственном управлении специального органа — англ. Area Outside Territorial Authority.

## Население
До 1934 года был населён полинезийцами и в начале XX века на островах проживало 8 человек (по состоянию на 1901 год). Сегодня население острова составляет лишь персонал научной станции на острове Рауль.

## Галерея

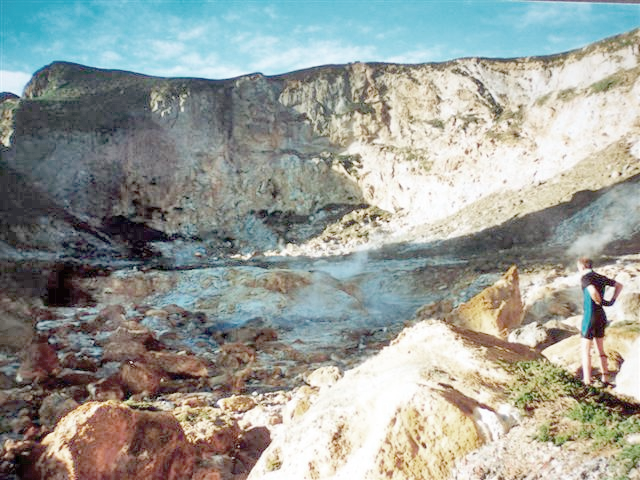
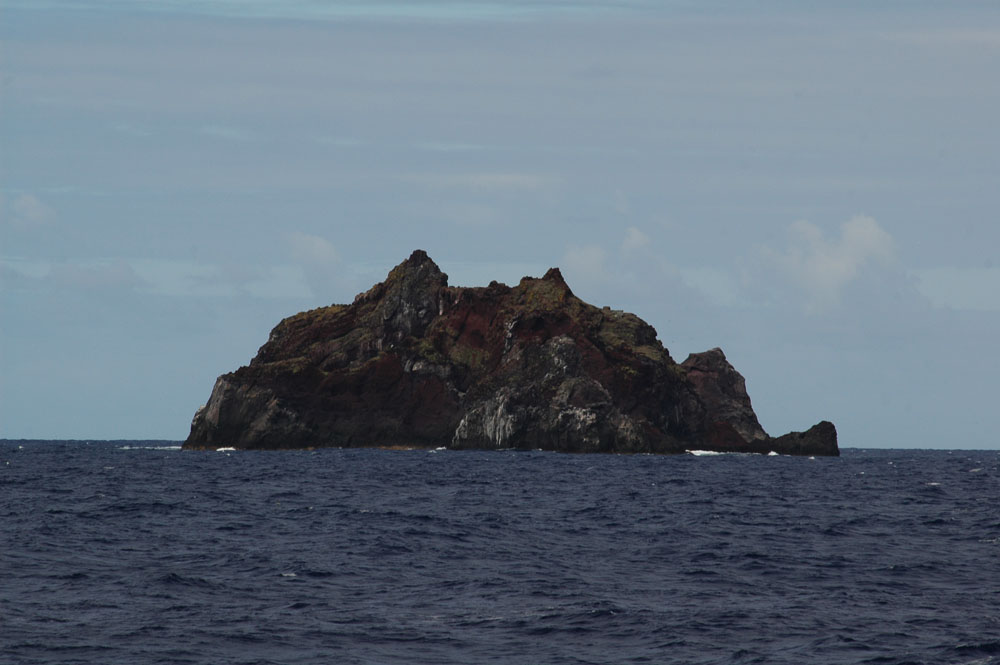
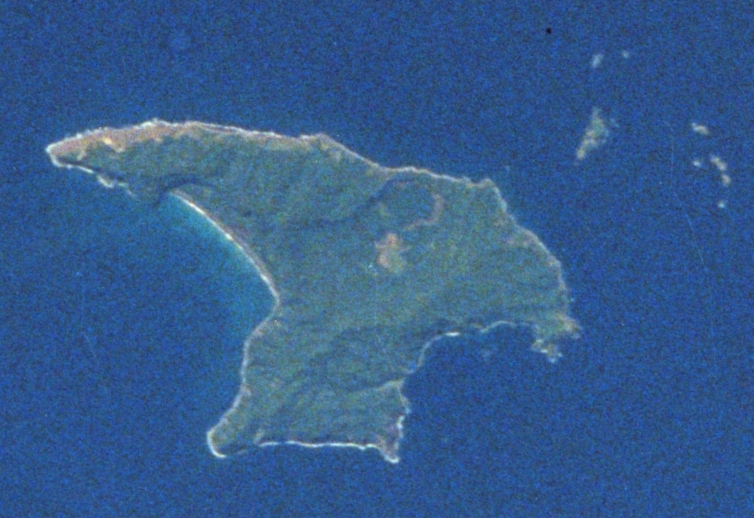
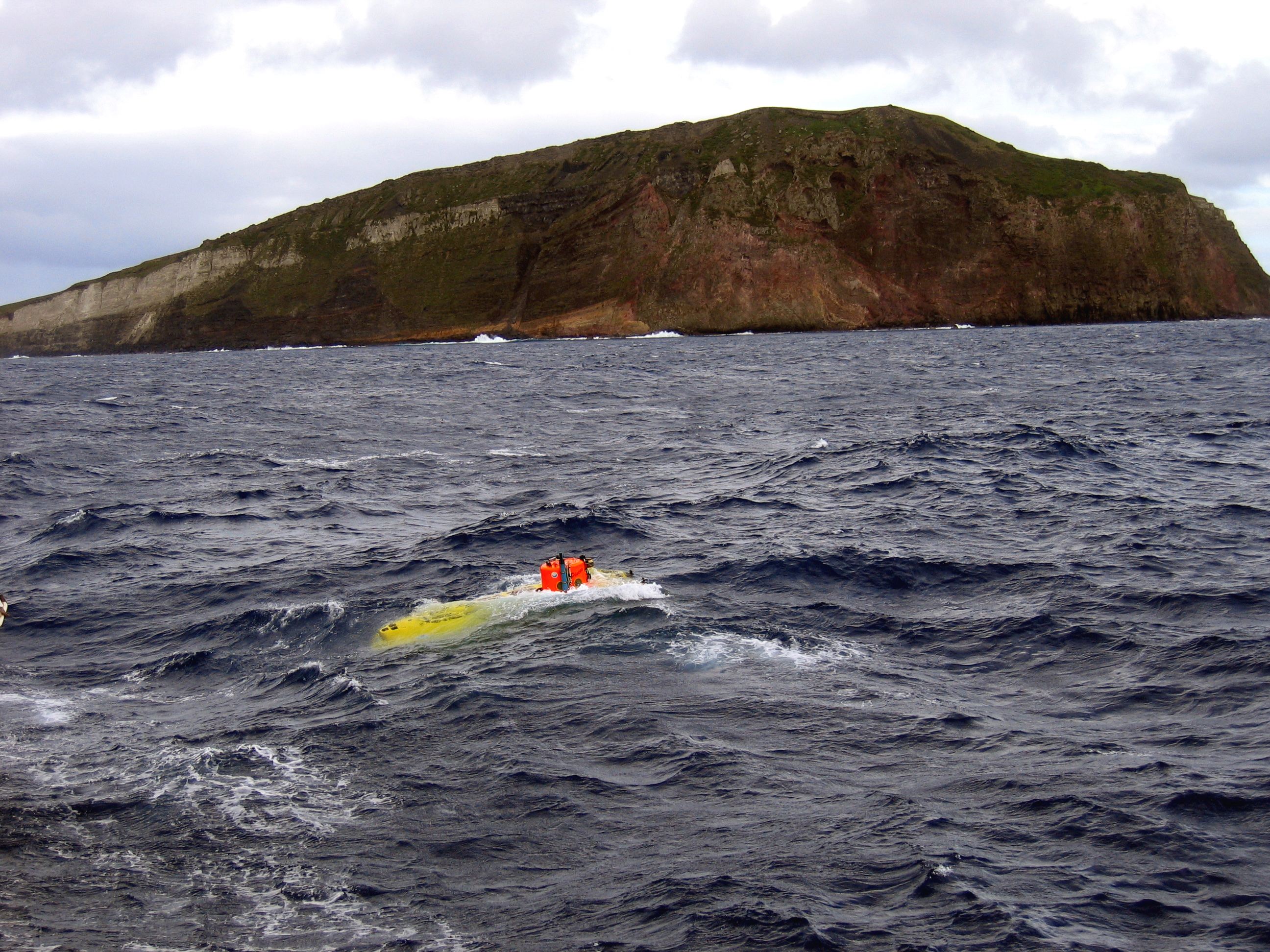